# Патри, Андре
| Открытые астероиды: 9 | Открытые астероиды: 9 |
| --------------------- | --------------------- |
| (1509) Эсклангона     | 21 декабря 1938       |
| (1510) Шарлуа         | 22 февраля 1939       |
| (1515) Перротин       | 15 ноября 1936        |
| (1516) Генри          | 28 января 1938        |
| (1539) Боррелли       | 29 октября 1940       |
| (1756) Giacobini      | 24 декабря 1937       |
| (1797) Schaumasse     | 15 ноября 1936        |
| (3142) Килопи         | 9 января 1937         |
| (4162) SAF            | 24 ноября 1940        |

Андре́ Патри (фр. André Patry; 22 ноября 1902 — 20 июня 1960) — французский астроном и первооткрыватель астероидов, который работал в обсерватории Ниццы.  В период с 1936 по 1940 год им было обнаружено в общей сложности 9 астероидов.
Рано потерял родителей и рос сиротой. В возрасте 17 лет начал работать в обсерватории Ниццы, где сначала занимался документами, а потом стал полноценным астрономом.
В знак признания его заслуг в честь него был назван астероид (1601) Патри.